# Gauseköte

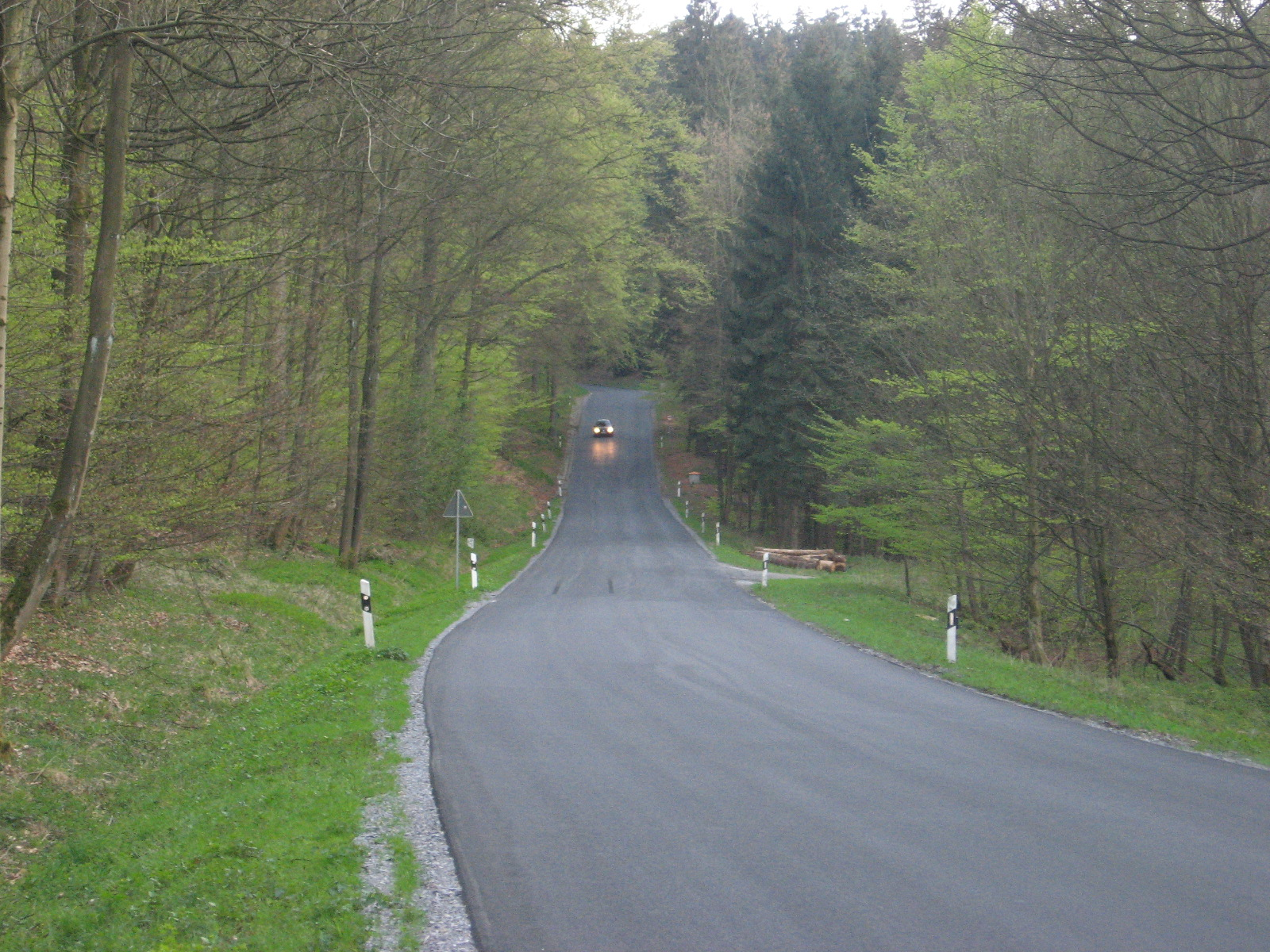
Auffahrt zur Gauseköte aus Richtung Berlebeck (von Norden)

Die Gauseköte ist ein etwa 345 m ü. NHN hoher Gebirgspass im südöstlichen Teutoburger Wald im Kreis Lippe in Nordrhein-Westfalen (Deutschland). Der Name bedeutet Seitenstraße (chaussé à côté), wie die Straße unter französischer Herrschaft zu Beginn des 19. Jahrhunderts bezeichnet wurde.

## Geographie

### Lage
Die Gauseköte liegt im Naturpark Teutoburger Wald / Eggegebirge. Sie befindet sich im Südosten des Teutoburger Waldes, Lippischer Wald genannt, ein paar Kilometer westlich der Nahtstelle zum nach Süden verlaufenden Eggegebirge zwischen dem im Norden liegenden Johannaberg, einer südlichen Ortslage des südlichen Detmolder Stadtteils Berlebeck, und dem im Südsüdwesten gelegenen Oesterholz, einem nördlichen Ortsteil von Schlangen.
Die Passhöhe liegt im Wald des Forst Berlebeck knapp 2,5 km (Luftlinie) westlich des Oberen Langenbergs (418,8 m) mit westlich vorgelagertem Unterem Langenberg (ca. 410 m). Etwa 500 m nordnordwestlich von ihr befindet sich der Große Gauseköterberg (366,7 m) und etwa 1,7 km nordnordöstlich die Ruine Falkenburg (372,6 m). Etwa 800 m nordwestlich der Passhöhe verläuft in Nordnordost-Südsüdwest-Richtung der die eingangs genannten Ortsteile verbindende Alte Postweg.

### Rhein-Weser-Wasserscheide
Über die Gauseköte verläuft die Rhein-Weser-Wasserscheide. Das Wasser aller Fließgewässer, die auf der Südseite des Passes entspringen, wie zum Beispiel ein bei Oesterholz quellender, anfangs nach Süden verlaufender und dann in den Lippe-Zufluss Thune (im Oberlauf Strothe genannt) mündender Bach, fließt letztlich nach Westen in den Rhein. Dem entgegen entwässern jene Bäche, die auf der Nordseite des Passes quellen, wie der nordöstlich der Passhöhe im Wiggengrund entspringende Knochenbach (im Oberlauf Wiggenbach genannt), über die Werre in Richtung Norden in die Weser.

## Passstraße
Die Gauseköte ist ein Teil der Landesstraße 937, die als Nebenstraße der Straße der Weserrenaissance von Berlebeck-Johannaberg (Detmold) südwärts auf rund 2,5 km Länge mit maximal 18 % Steigung durch den Forst Berlebeck auf den Pass führt. Danach verläuft sie auf etwa 3,5 km Länge mit bis zu 16 % Gefälle nach Südsüdwesten nach Oesterholz (Schlangen), wo sie in die Fürstenallee übergeht. Anschluss besteht nördlich in Detmold an die Bundesstraße 239 und südlich in Schlangen an die Bundesstraße 1. Ende Januar 2019 wurde die Gauseköte auf Grund der Gefahr von Erdrutschen vorübergehend gesperrt. Wiederöffnung war am 24. November 2020.

## ADAC-Bergrennen Teutoburger Wald
Die bei Autofahrern beliebte und anspruchsvolle Bergstrecke war in den 1960er und 1970er Jahren alljährlich Schauplatz des „ADAC-Bergrennens Teutoburger Wald“. Das Rennen existierte seit 1924, als hier Rudolf Caracciola mit den Mercedes-Benz-Kompressor-Rennwagen erste Erfolge feiern konnte. In den 1960er Jahren war die bekannte „Scuderia Celle“ stets Gast bei diesem Bergrennen.

## Sehenswürdigkeiten
Nahe der Gauseköte befinden sich diese Ausflugsziele und Sehenswürdigkeiten:
- Barnacken (446,4 m), höchster Berg im Teutoburger Wald in den Gemarkungen von Horn-Bad Meinberg und Schlangen
- Externsteine, markante Sandstein-Felsformation bei Holzhausen-Externsteine (zu Horn Bad Meinberg)
- Fürstenallee, historischer Abschnitt der heutigen Landesstraße 937, südlich der Gauseköte
- Hermannsdenkmal, 1838 bis 1875 erbautes Denkmal bei Detmold-Hiddesen
- Velmerstot (ca. 464 m), höchster Berg im Eggegebirge in den Gemarkungen von Horn-Bad Meinberg und Steinheim
- Ruine Falkenburg, Ruine einer 1190 bis 1194 erbauten Burg bei Detmold-Berlebeck